# Saint-Victor (Dordogna)
Saint-Victor è un comune francese di 200 abitanti situato nel dipartimento della Dordogna nella regione della Nuova Aquitania.

## Società

### Evoluzione demografica
Abitanti censiti